# 不夜城はなぜ回る
『不夜城はなぜ回る』（ふやじょうはなぜまわる）は、2022年10月24日から、2023年3月27日まで、TBSテレビの「テッペン!」月曜枠にて放送され、不定期で放送されているバラエティ番組である。

## 概要
深夜に灯りが灯っている建物を「不夜城」と喩え、そこで何をしているのかを体当たり取材を通じて明らかにする番組。
企画立案者で総合演出の大前プジョルジョ健太は、TBS入社前から不夜城探索を趣味として行っており、その趣味が番組化されたもの。番組開始において、大前は「夜中に頑張る方々の生きざまをご覧いただければなと思っております。」とコメントした。VTR内も、大前自らがリポーターとして出演しており、同時にナレーション及びスタジオでの解説も担当している。
レギュラー版（パイロット版第1弾を含む）は全編ローカルセールス枠であるため、非ネットや遅れネットとなる地域が少なくない。ただし、パイロット版の第2弾と第3弾はTBS系列にて全国ネットで放送している。
2022年12月30日に、レギュラー化されてから初めてのスペシャル版が22:00 - 23:30 にTBS系列で全国ネット放送された。
2023年5月4日に復活。

## 出演者
MC
- 東野幸治

VTR出演（取材ディレクター）
- 大前プジョルジョ健太（当番組 企画・総合演出）
- 野瀬純也(当番組　担当プロデューサー） - 不定期。
- 小峠英二（バイきんぐ） - 小峠飲酒SPを担当。

## 放送リスト

### パイロット版
| パイロット版（2022年） | パイロット版（2022年） | パイロット版（2022年）                           | パイロット版（2022年） | パイロット版（2022年） | パイロット版（2022年）                              | パイロット版（2022年） |
| 回                     | 放送日                 | 内容                                             | 訪問地域               | VTR出演                | 見届け人                                            | 備考                   |
| ---------------------- | ---------------------- | ------------------------------------------------ | ---------------------- | ---------------------- | --------------------------------------------------- | ---------------------- |
| 1                      | 3月29日 23:56-0:55     | 岐阜県の極寒不夜城                               | 岐阜県 郡上市          | 大前プジョルジョ健太   | - 佐藤栞里 - DJ松永                                 |                        |
| 1                      | 3月29日 23:56-0:55     | 埼玉・春日部の移動不夜城                         | 埼玉県 春日部市        | 大前プジョルジョ健太   | - 佐藤栞里 - DJ松永                                 |                        |
| 1                      | 3月29日 23:56-0:55     | 長野県の冬季限定 不夜城                          | 長野県 茅野市          | 大前プジョルジョ健太   | - 佐藤栞里 - DJ松永                                 |                        |
| 2                      | 6月28日 22:00 - 22:57  | 埼玉県で発見！外国人が集まる謎の不夜城           | 埼玉県 本庄市          | 大前プジョルジョ健太   | - 小峠英二（バイきんぐ） - バカリズム               |                        |
| 2                      | 6月28日 22:00 - 22:57  | 石川県で発見！海沿いで湯気を上げる灼熱不夜城     | 石川県 珠洲市          | 大前プジョルジョ健太   | - 小峠英二（バイきんぐ） - バカリズム               |                        |
| 3                      | 9月19日 21:45-22:57    | 渋谷区在住の花火師はなぜ東北で花火大会を続ける？ | 東京都 渋谷区          | 大前プジョルジョ健太   | - 山里亮太（南海キャンディーズ） - イワクラ（蛙亭） |                        |
| 3                      | 9月19日 21:45-22:57    | 毎日仮眠2時間！なぜ1人で夜通しそうめんを作る？   | 熊本県 南関町          | 大前プジョルジョ健太   | - 山里亮太（南海キャンディーズ） - イワクラ（蛙亭） |                        |

### レギュラー版
| 2022年 - 2023年 | 2022年 - 2023年 | 2022年 - 2023年                                   | 2022年 - 2023年                       | 2022年 - 2023年                | 2022年 - 2023年                                                      | 2022年 - 2023年       |
| 回              | 放送日          | 内容                                              | 訪問地域                              | VTR出演                        | 見届け人                                                             | 備考                  |
| --------------- | --------------- | ------------------------------------------------- | ------------------------------------- | ------------------------------ | -------------------------------------------------------------------- | --------------------- |
| 1               | 2022年 10月24日 | 北海道 最北東端 シマフクロウの観察小屋            | 北海道 羅臼町                         | 大前プジョルジョ健太           | - バカリズム - カズレーザー（メイプル超合金）                        | [ 5 ]                 |
| 2               | 10月31日        | 空前の大ブーム 新種めだかを生む小屋               | 広島県 廿日市                         | 大前プジョルジョ健太           | - バカリズム - カズレーザー（メイプル超合金）                        |                       |
| 2               | 10月31日        | 石川・金沢 七つ橋渡り信仰                         | 石川県 金沢市                         | 大前プジョルジョ健太           | - バカリズム - カズレーザー（メイプル超合金）                        |                       |
| 3               | 11月7日         | お茶をたてる命の道具 高山茶せん職                 | 奈良県 生駒市                         | 大前プジョルジョ健太           | - 小杉竜一（ブラックマヨネーズ） - 山里亮太（南海キャンディーズ）    |                       |
| 4               | 11月14日        | 金沢で水の中に眠る不夜城直撃                      | 石川県 金沢市                         | 大前プジョルジョ健太           | - 小杉竜一（ブラックマヨネーズ） - 水川かたまり（空気階段）          |                       |
| 4               | 11月14日        | バイきんぐ小峠 川崎・溝の口の見知らぬ店を飲み廻る | 神奈川県川崎市高津区溝の口            | 小峠英二（バイきんぐ）         | - 小杉竜一（ブラックマヨネーズ） - 水川かたまり（空気階段）          |                       |
| 5               | 11月21日        | 1700の防蛾灯が照らす不夜城                        | 広島県 世羅町                         | 大前プジョルジョ健太           | - バカリズム - ユースケ（ダイアン）                                  |                       |
| 5               | 11月21日        | 深夜に大勢が集うドライブイン                      | 島根県 益田市                         | 大前プジョルジョ健太           | - バカリズム - ユースケ（ダイアン）                                  |                       |
| 6               | 11月28日        | 夫婦で紡ぐドラゴンフルーツの花                    | 鹿児島県 日置市                       | 大前プジョルジョ健太           | - バカリズム - ユースケ（ダイアン）                                  |                       |
| 6               | 11月28日        | 50年続く下町のネジ工場                            | 埼玉県 越谷市                         | 大前プジョルジョ健太           | - バカリズム - ユースケ（ダイアン）                                  |                       |
| 7               | 12月5日         | 門外不出！幻の温泉もやし                          | 青森県 大鰐町                         | 大前プジョルジョ健太           | - 藤井隆 - カズレーザー（メイプル超合金）                            |                       |
| 7               | 12月5日         | 工作仲間が集結！商店街の駆け込み寺                | 兵庫県 神戸市                         | 野瀬純也                       | - 藤井隆 - カズレーザー（メイプル超合金）                            |                       |
| 8               | 12月12日        | 大阪の下町に残る あなご加工場                     | 大阪府堺市                            | 大前プジョルジョ健太           | - 藤井隆 - カズレーザー（メイプル超合金）                            |                       |
| 8               | 12月12日        | 大阪 サンタの移動不夜城                           | 大阪府                                | 大前プジョルジョ健太           | - 藤井隆 - カズレーザー（メイプル超合金）                            |                       |
| 9               | 12月26日        | 小峠飲酒SP in北千住                               | 東京都 北千住                         | 小峠英二（バイきんぐ）         | - 岩井勇気（ハライチ） - バカリズム                                  | 23:10 - 0:10に放送。  |
| 9               | 12月26日        | 深夜稽古のテコンドー道場                          | 埼玉県戸田市                          | 大前プジョルジョ健太           | - 岩井勇気（ハライチ） - バカリズム                                  | 23:10 - 0:10に放送。  |
| SP              | 12月30日        | 福岡 24時間ソフトボール大会                       | 福岡県飯塚市                          | 大前プジョルジョ健太           | - 滝沢カレン - カズレーザー（メイプル超合金） - 向井康二（Snow Man） | 22:00 - 23:30に放送。 |
| SP              | 12月30日        | 埼玉 古民家模型作りに人生を捧げた男               | 埼玉県秩父市                          | 大前プジョルジョ健太           | - 滝沢カレン - カズレーザー（メイプル超合金） - 向井康二（Snow Man） | 22:00 - 23:30に放送。 |
| SP              | 12月30日        | 東京 埼玉 千葉 茨城を回る不夜城 夜間移動スーパー  | 茨城県坂東市                          | 大前プジョルジョ健太           | - 滝沢カレン - カズレーザー（メイプル超合金） - 向井康二（Snow Man） | 22:00 - 23:30に放送。 |
| 10              | 2023年 1月9日   | 秋田 いぶりがっこを作る小屋                       | 秋田県横手市山内村                    | 大前プジョルジョ健太           | - 岩井勇気（ハライチ） - バカリズム                                  |                       |
| 10              | 2023年 1月9日   | 24時間対応の仏壇店                                | 熊本県熊本市                          | 大前プジョルジョ健太           | - 岩井勇気（ハライチ） - バカリズム                                  |                       |
| 11              | 1月16日         | 宮崎 ヤマメ養殖 しゃくなげ公園                    | 宮崎県三股町                          | 大前プジョルジョ健太           | - 柴田英嗣（アンタッチャブル） - ケンドーコバヤシ                    |                       |
| 11              | 1月16日         | 大阪 年末の不夜城                                 | 大阪府                                | 大前プジョルジョ健太           | - 柴田英嗣（アンタッチャブル） - ケンドーコバヤシ                    |                       |
| 11              | 1月16日         | 京都 大晦日の不夜城                               | 京都府                                | 大前プジョルジョ健太           | - 柴田英嗣（アンタッチャブル） - ケンドーコバヤシ                    |                       |
| 12              | 1月23日         | 山形 親子で紡ぐ染織物                             | 山形県米沢市                          | 大前プジョルジョ健太           | - 柴田英嗣（アンタッチャブル） - ケンドーコバヤシ                    |                       |
| 12              | 1月23日         | 高知 江戸時代から続く黒糖作り                     | 高知県黒潮町                          | 大前プジョルジョ健太           | - 柴田英嗣（アンタッチャブル） - ケンドーコバヤシ                    |                       |
| 13              | 1月30日         | 石巻のボランティア花火大会                        | 宮城県石巻市                          | 大前プジョルジョ健太、野瀬純也 |                                                                      |                       |
| 13              | 1月30日         | 今からでも間に合う 東野号泣スペシャル             | 今からでも間に合う 東野号泣スペシャル | 総集編                         |                                                                      |                       |
| 14              | 2月6日          | 山梨 自然の寒さで作る天然氷                       | 山梨県北杜市                          | 大前プジョルジョ健太           | - 斉藤慎二（ジャングルポケット） - バカリズム                        |                       |
| 14              | 2月6日          | 大阪 24時間アマチュア専門ボクシングジム           | 大阪府天王寺区                        | 大前プジョルジョ健太           | - 斉藤慎二（ジャングルポケット） - バカリズム                        |                       |
| 15              | 2月13日         | 小峠飲酒SP in 大森                                | 東京都大森                            | 小峠英二（バイきんぐ）         | - 斉藤慎二（ジャングルポケット） - バカリズム                        |                       |
| 15              | 2月13日         | 大阪 チープアップ車の販売店                       | 大阪府大阪市大正区                    | 大前プジョルジョ健太           | - 斉藤慎二（ジャングルポケット） - バカリズム                        |                       |
| 16              | 2月20日         | 岐阜 －15℃で造る氷の造形物                        | 岐阜県朝日町                          | 大前プジョルジョ健太           | - カズレーザー（メイプル超合金） - おいでやす小田                    |                       |
| 16              | 2月20日         | 有明海の佐賀海苔師                                | 佐賀県佐賀市                          | 大前プジョルジョ健太           | - カズレーザー（メイプル超合金） - おいでやす小田                    |                       |
| 17              | 2月27日         | 山形で深夜尺八を作る職人                          | 山形県上山市                          | 大前プジョルジョ健太           | - カズレーザー（メイプル超合金） - おいでやす小田                    |                       |
| 17              | 2月27日         | 夜の街を生きる女性 不夜嬢を調査                   | 東京都港区六本木                      | 大前プジョルジョ健太           | - カズレーザー（メイプル超合金） - おいでやす小田                    |                       |
| 17              | 2月27日         | 夜の街を生きる女性 不夜嬢を調査                   | 東京都目黒区中目黒                    | 大前プジョルジョ健太           | - カズレーザー（メイプル超合金） - おいでやす小田                    |                       |
| 18              | 3月7日（火）    | 鹿児島 籠目透かし彫りの陶工                       | 鹿児島県指宿市                        | 大前プジョルジョ健太           | - 今田耕司 - 秋山寛貴（ハナコ）                                      | 0:01 - 1:00に放送。   |
| 18              | 3月7日（火）    | 三重 駅に住む夫婦                                 | 三重県いなべ市                        | 大前プジョルジョ健太           | - 今田耕司 - 秋山寛貴（ハナコ）                                      | 0:01 - 1:00に放送。   |
| 19              | 3月14日（火）   | 埼玉 33歳バイオリン職人                           | 埼玉県ふじみ野市                      | 大前プジョルジョ健太           | - 今田耕司 - 秋山寛貴（ハナコ）                                      | 0:01 - 1:00に放送。   |
| 19              | 3月14日（火）   | 長野 地域に根付く登り窯                           | 長野県上田市                          | 大前プジョルジョ健太           | - 今田耕司 - 秋山寛貴（ハナコ）                                      | 0:01 - 1:00に放送。   |
| 20              | 3月20日         | 小峠飲酒SP in 野毛                                | 神奈川県横浜市中区野毛町              | 小峠英二（バイきんぐ）         | - バカリズム - くっきー！（野性爆弾）                                |                       |
| 20              | 3月20日         | 奈良 1400年以上続く墨作り                         | 奈良県奈良市                          | 大前プジョルジョ健太           | - バカリズム - くっきー！（野性爆弾）                                |                       |
| 21              | 3月27日         | 北海道 家族で作る高級炭                           | 北海道池田町                          | 大前プジョルジョ健太           | - バカリズム - くっきー！（野性爆弾）                                |                       |
| 21              | 3月27日         | 広島 最強の生産者・販売者が生む怪獣レモン         | 広島県尾道市生口島                    | 大前プジョルジョ健太           | - バカリズム - くっきー！（野性爆弾）                                |                       |

### 復活特番
- 2023年5月4日

| 2023年 | 2023年        | 2023年                              | 2023年       | 2023年               | 2023年 | 2023年 |
| 回     | 放送日        | 内容                                | 訪問地域     | VTR出演              | 見届け人 | 備考   |
| ------ | ------------- | ----------------------------------- | ------------ | -------------------- | --- | ------ |
| 1      | 2023年 5月4日 | 埼玉 古民家模型作りに人生を捧げた男 | 埼玉県秩父市 | 大前プジョルジョ健太 | - 滝沢カレン - 柴田英嗣（アンタッチャブル） - ケンドーコバヤシ - カズレーザー（メイプル超合金） - 向井康二（Snow Man） |        |
| 1      | 2023年 5月4日 | 宮崎 ヤマメ養殖 しゃくなげ公園      | 宮崎県三股町 | 大前プジョルジョ健太 | - 滝沢カレン - 柴田英嗣（アンタッチャブル） - ケンドーコバヤシ - カズレーザー（メイプル超合金） - 向井康二（Snow Man） |        |

## ネット局

### レギュラー版
| 放送対象地域   | 放送局                    | 系列    | 放送日時                     | 放送期間         | ネット状況 |
| -------------- | ------------------------- | ------- | ---------------------------- | ---------------- | ---------- |
| 関東広域圏     | TBSテレビ（TBS）          | TBS系列 | 月曜 23:56 - 翌0:55          | 2022年10月24日 - | 【制作局】 |
| 北海道         | 北海道放送（HBC）         | TBS系列 | 月曜 23:56 - 翌0:55          | 2022年10月24日 - | 同時ネット |
| 岩手県         | IBC岩手放送（IBC）        | TBS系列 | 月曜 23:56 - 翌0:55          | 2022年10月24日 - | 同時ネット |
| 宮城県         | 東北放送（tbc）           | TBS系列 | 月曜 23:56 - 翌0:55          | 2022年10月24日 - | 同時ネット |
| 福島県         | テレビユー福島（TUF）     | TBS系列 | 月曜 23:56 - 翌0:55          | 2022年10月24日 - | 同時ネット |
| 新潟県         | 新潟放送（BSN）           | TBS系列 | 月曜 23:56 - 翌0:55          | 2022年10月24日 - | 同時ネット |
| 静岡県         | 静岡放送（SBS）           | TBS系列 | 月曜 23:56 - 翌0:55          | 2022年10月24日 - | 同時ネット |
| 富山県         | チューリップテレビ（TUT） | TBS系列 | 月曜 23:56 - 翌0:55          | 2022年10月24日 - | 同時ネット |
| 広島県         | 中国放送（RCC）           | TBS系列 | 月曜 23:56 - 翌0:55          | 2022年10月24日 - | 同時ネット |
| 山口県         | テレビ山口（tys）         | TBS系列 | 月曜 23:56 - 翌0:55          | 2022年10月24日 - | 同時ネット |
| 愛媛県         | あいテレビ（itv）         | TBS系列 | 月曜 23:56 - 翌0:55          | 2022年10月24日 - | 同時ネット |
| 福岡県         | RKB毎日放送（rkb）        | TBS系列 | 月曜 23:56 - 翌0:55          | 2022年10月24日 - | 同時ネット |
| 中京広域圏     | CBCテレビ（CBC）          | TBS系列 | 木曜 23:59 - 翌0:44          | 2022年10月27日 - | 遅れネット |
| 山梨県         | テレビ山梨（UTY）         | TBS系列 | 火曜 0:00 - 0:45（月曜深夜） | 2022年11月1日 -  | 遅れネット |
| 近畿広域圏     | 毎日放送（MBS）           | TBS系列 | 水曜 23:56 - 翌0:44          | 2022年11月2日 -  | 遅れネット |
| 岡山県・香川県 | RSK山陽放送（RSK）        | TBS系列 | 火曜 0:55 - 1:55（月曜深夜） | 2023年4月4日 -   | 遅れネット |

### 全国ネットSP版
| 放送対象地域   | 放送局                    | 系列    | 放送時間                     | ネット状況 |
| -------------- | ------------------------- | ------- | ---------------------------- | ---------- |
| 関東広域圏     | TBSテレビ（TBS）          | TBS系列 | 2022年12月30日 22:00 - 23:30 | 【制作局】 |
| 北海道         | 北海道放送（HBC）         | TBS系列 | 2022年12月30日 22:00 - 23:30 | 同時ネット |
| 青森県         | 青森テレビ（ATV）         | TBS系列 | 2022年12月30日 22:00 - 23:30 | 同時ネット |
| 岩手県         | IBC岩手放送（IBC）        | TBS系列 | 2022年12月30日 22:00 - 23:30 | 同時ネット |
| 宮城県         | 東北放送（tbc）           | TBS系列 | 2022年12月30日 22:00 - 23:30 | 同時ネット |
| 山形県         | テレビユー山形（TUY）     | TBS系列 | 2022年12月30日 22:00 - 23:30 | 同時ネット |
| 福島県         | テレビユー福島（TUF）     | TBS系列 | 2022年12月30日 22:00 - 23:30 | 同時ネット |
| 山梨県         | テレビ山梨（UTY）         | TBS系列 | 2022年12月30日 22:00 - 23:30 | 同時ネット |
| 長野県         | 信越放送（SBC）           | TBS系列 | 2022年12月30日 22:00 - 23:30 | 同時ネット |
| 新潟県         | 新潟放送（BSN）           | TBS系列 | 2022年12月30日 22:00 - 23:30 | 同時ネット |
| 静岡県         | 静岡放送（SBS）           | TBS系列 | 2022年12月30日 22:00 - 23:30 | 同時ネット |
| 富山県         | チューリップテレビ（TUT） | TBS系列 | 2022年12月30日 22:00 - 23:30 | 同時ネット |
| 石川県         | 北陸放送（MRO）           | TBS系列 | 2022年12月30日 22:00 - 23:30 | 同時ネット |
| 中京広域圏     | CBCテレビ（CBC）          | TBS系列 | 2022年12月30日 22:00 - 23:30 | 同時ネット |
| 近畿広域圏     | 毎日放送（MBS）           | TBS系列 | 2022年12月30日 22:00 - 23:30 | 同時ネット |
| 鳥取県・島根県 | 山陰放送（BSS）           | TBS系列 | 2022年12月30日 22:00 - 23:30 | 同時ネット |
| 岡山県・香川県 | RSK山陽放送（RSK）        | TBS系列 | 2022年12月30日 22:00 - 23:30 | 同時ネット |
| 広島県         | 中国放送（RCC）           | TBS系列 | 2022年12月30日 22:00 - 23:30 | 同時ネット |
| 山口県         | テレビ山口（tys）         | TBS系列 | 2022年12月30日 22:00 - 23:30 | 同時ネット |
| 愛媛県         | あいテレビ（itv）         | TBS系列 | 2022年12月30日 22:00 - 23:30 | 同時ネット |
| 高知県         | テレビ高知（KUTV）        | TBS系列 | 2022年12月30日 22:00 - 23:30 | 同時ネット |
| 福岡県         | RKB毎日放送（rkb）        | TBS系列 | 2022年12月30日 22:00 - 23:30 | 同時ネット |
| 長崎県         | 長崎放送（NBC）           | TBS系列 | 2022年12月30日 22:00 - 23:30 | 同時ネット |
| 熊本県         | 熊本放送（RKK）           | TBS系列 | 2022年12月30日 22:00 - 23:30 | 同時ネット |
| 大分県         | 大分放送（OBS）           | TBS系列 | 2022年12月30日 22:00 - 23:30 | 同時ネット |
| 宮崎県         | 宮崎放送（mrt）           | TBS系列 | 2022年12月30日 22:00 - 23:30 | 同時ネット |
| 鹿児島県       | 南日本放送（MBC）         | TBS系列 | 2022年12月30日 22:00 - 23:30 | 同時ネット |
| 沖縄県         | 琉球放送（RBC）           | TBS系列 | 2022年12月30日 22:00 - 23:30 | 同時ネット |

## スタッフ

### レギュラー版
- 企画・総合演出：大前プジョルジョ健太
- 構成：アリエシュンスケ、清水雄平
- TM：五藤寛丈
- TD：梶谷美保
- カメラ：大野紘平、河野広樹（週替り）
- VE：木野内洋、則竹香、松吉英明（週替り）
- MIX：佐藤達也
- 照明：宮澤朗、押木佑介（週替り）
- 美術プロデューサー：小栗綾介
- 美術デザイナー：郭沫延
- 美術制作：岩谷孝平
- 装置：上田伶
- 操作：金子拳人
- 装飾：田村健治
- 電飾：入江智喜
- アクリル装飾：森美男
- レーザー：荒谷奏子
- メイク：遠藤敏子、岡口真美（週替り）
- 技術協力：ヌーベルアージュ
- 編集：馬木幸輝
- MA：平山達也
- リサーチ：正岡彩、平野萌々香、神山敏博、林裕一
- CG：ぴーたん
- 音効：中村鉄太郎、工藤眞
- TK：海東祐里奈
- デスク：大澤麻子
- 制作進行：前田泰一郎
- 宣伝：久永洋平
- 編成：柳沢光一郎
- AD：大束優未、平柳杏璃、塚原舞、井上旭（毎週）、野田理沙子、橋爪佑季、西悠斗（週替り）
- ディレクター：柴田真嗣、佐藤良、平田恭崇、佐藤祐貴、北川泰之、増田貴也、森島樹、近藤純也、前田洋、入月祐斗
- 担当プロデューサー：飯沼美佐子、野瀬純也、原正義、山岡恭典、上岡恵莉華、向井美科・志賀大士、大畑合
- 演出：白井秀知
- プロデューサー：上田淳也
- 制作協力：Kimika、SFDA
- 制作：TBSテレビコンテンツ制作局制作1部
- 製作著作：TBS

### 過去のスタッフ（レギュラー版）
- TD：荻野祐也

### パイロット版
- 企画・演出：大前プジョルジョ健太
- 構成：清水雄平
- TM：高岡崇靖
- TD：小笠原朋樹（第3回）
- VE：木野内洋（第3回）
- カメラ：大野紘平（第2,3回）
- MIX：佐藤達也（第2,3回）
- 照明：宮澤朗（第2,3回）
- 美術プロデューサー：小栗綾介
- 美術デザイナー：郭沫延
- 美術制作：岩谷孝平
- 装置：上田伶
- 操作：金子拳人
- 装飾：田村健治
- 電飾：入江智喜
- アクリル装飾：森美男
- メイク：大橋恭子（第3回）
- 技術協力：ヌーベルアージュ
- 編集：馬木幸輝（第3回）
- MA：平山達也（第3回）
- リサーチ：正岡彩、平野萌々香（共に第2,3回-）
- CG：キングメーカー
- 音効：中村鉄太郎、工藤眞（工藤→第3回）
- TK：海東祐里奈
- デスク：大澤麻子
- 制作進行：前田泰一郎（第3回、第2回はAP）
- 宣伝：久永洋平（第3回）
- 編成：柳沢光一郎
- AD：平柳杏璃、大束優未（共に第2,3回）
- ディレクター：柴田真嗣、佐藤良（佐藤良→第2,3回）、平田恭崇、佐藤祐貴（平田・佐藤祐→第3回）
- 担当プロデューサー：飯沼美佐子（第2,3回）、野瀬純也（第3回、第2回はAP）・志賀大士、大畑合（共に第3回）
- 演出：白井秀知（第3回、第2回はチーフディレクター）
- プロデューサー：上田淳也
- 制作協力：Kimika（第2,3回）
- 制作：TBSテレビコンテンツ制作局制作1部
- 製作著作：TBS

### 過去のスタッフ
- 構成：アリエシュンスケ（第1,2回）
- PM：寺尾昭彦（第1,2回）
- TD：端坂嘉寛（第1回）、荻野祐也（第2回）
- カメラ：田口弘謹（第1回）
- VE：酒井克巨（第1,2回）
- MIX：平川圭史（第1回）
- 照明：荻原小桃（第1回）
- メイク：西村紘美（第1回）、小川瑛未（第2回）
- 編集：高木宏輔（第1回）、中村聖（第2回）
- MA：植木俊彦（第1回）、山田謙一（第2回）
- リサーチ：フォーミュレーション（第1回）
- 宣伝：小林恵美子、牧田華奈（共に第1,2回）
- SNS：平井英玖（第2回）